# Phoenicoprocta flavipicta
Phoenicoprocta flavipicta är en fjärilsart som beskrevs av George Francis Hampson 1909. Phoenicoprocta flavipicta ingår i släktet Phoenicoprocta och familjen björnspinnare. Inga underarter finns listade i Catalogue of Life.